# Teigne du bananier
Opogona sacchari
Espèce
Opogona sacchari est une espèce de lépidoptères (papillons) appartenant à la famille des Tineidae, à la sous-famille des Hieroxestinae et au genre Opogona. Sous sa forme chenille elle est appelée Teigne du bananier.